# Begonia xerophyta
Begonia xerophyta é uma espécie de Begonia, nativa do Equador.